# Nhôm permanganat
Nhôm permanganat (tiếng Anh: aluminium permanganate, aluminum permanganate), là một hợp chất vô cơ có công thức hóa học Al(MnO4)3, là muối nhôm của ion permanganat.

## Điều chế
Cho dung dịch nước của nhôm sulfat tác dụng với dung dịch nước của bari permanganat để loại bỏ kết tủa bari sulfat, chất còn lại sẽ được kết tinh.
{\displaystyle {\ce {3MnO4^-\ + 2Al^{3+}-> Al(MnO4)3}}}
Ngoài ra, nó có thể thu được bằng cách cho nhôm hydroxide tác dụng với dung dịch nước của acid permanganic và loại bỏ nước.
{\displaystyle {\ce {HMnO4\ + Al(OH)3-> Al(MnO4)3\ + H2O}}}

## Tính chất
Vì nhôm permanganat chứa các ion permanganat nên nó là một chất oxy hóa khá mạnh. Không đun nóng với chất hữu cơ, vì nó có tính nổ cao. Ngoài ra, khi trộn với acid sulfuric đặc sẽ tạo ra tiếng nổ rất mạnh. Ngoài ra, tác dụng của nhôm hydroxide tạo ra kết tủa Al2(MnO4)3 màu xanh lục đậm.
Từ nhiệt độ 80 °C (176 °F; 353 K), nhôm permanganat trở nên không ổn định.
Dung dịch nhôm permanganat loãng hấp thụ ánh sáng có bước sóng 576 nm.

## Ứng dụng
Có thể dùng nhôm permanganat để điều chế bari permanganat hoặc dùng để thu muối permanganat của kim loại khác.

## Hợp chất khác
Al(MnO4)3 còn tạo một số hợp chất với CO(NH2)2, như Al(MnO4)3·6CO(NH2)2 là tinh thể màu đen, tan trong nước tạo thành dung dịch màu tím.